# Галван (Санта-Катарина)
Галван (порт. Galvão)  —  муниципалитет в Бразилии, входит в штат Санта-Катарина. Составная часть мезорегиона Запад штата Санта-Катарина. Входит в экономико-статистический  микрорегион Шаншере. Население составляет 3902 человека на 2006 год. Занимает площадь 121,900 км². Плотность населения — 32,0 чел./км².

## История
Город основан в 1963 году.

## Статистика
- Валовой внутренний продукт на 2003 составляет 43.508.695,00 реалов (данные: Бразильский институт географии и статистики).
- Валовой внутренний продукт на душу населения на 2003 составляет 10.729,64 реалов (данные: Бразильский институт географии и статистики).
- Индекс развития человеческого потенциала на 2000 составляет 0,777 (данные: Программа развития ООН).